# Tristaniopsis
Tristaniopsis (Brongn. & Griseb., 1863) è un genere di arbusti e alberi appartenenti alla famiglia delle Myrtaceae, diffusi in Australia e sud-est asiatico.

## Tassonomia
All'interno del genere Tristaniopsis sono incluse le seguenti 41 specie:
- Tristaniopsis anomala (Merr.) Peter G.Wilson & J.T.Waterh.
- Tristaniopsis beccarii (Ridl.) Peter G.Wilson & J.T.Waterh.
- Tristaniopsis bilocularis (Stapf) Peter G.Wilson & J.T.Waterh.
- Tristaniopsis burmanica (Griff.) Peter G.Wilson & J.T.Waterh.
- Tristaniopsis callobuxus Brongn. & Gris
- Tristaniopsis capitulata Brongn. & Gris
- Tristaniopsis collina Peter G.Wilson & J.T.Waterh.
- Tristaniopsis decorticata (Merr.) Peter G.Wilson & J.T.Waterh.
- Tristaniopsis elliptica (Stapf) Peter G.Wilson & J.T.Waterh.
- Tristaniopsis exiliflora (F.Muell.) Peter G.Wilson & J.T.Waterh.
- Tristaniopsis ferruginea (C.T.White) Peter G.Wilson & J.T.Waterh.
- Tristaniopsis fruticosa (Ridl.) Peter G.Wilson & J.T.Waterh.
- Tristaniopsis glauca Brongn. & Gris
- Tristaniopsis guillainii Vieill. ex Brongn. & Gris
- Tristaniopsis jaffrei J.W.Dawson
- Tristaniopsis kinabaluensis P.S.Ashton
- Tristaniopsis laurina (Sm.) Peter G.Wilson & J.T.Waterh.
- Tristaniopsis littoralis (Merr.) Peter G.Wilson & J.T.Waterh.
- Tristaniopsis lucida J.W.Dawson
- Tristaniopsis macphersonii J.W.Dawson
- Tristaniopsis macrosperma (F.Muell.) Peter G.Wilson & J.T.Waterh.
- Tristaniopsis merguensis (Griff.) Peter G.Wilson & J.T.Waterh.
- Tristaniopsis micrantha (Merr.) Peter G.Wilson & J.T.Waterh.
- Tristaniopsis microcarpa P.S.Ashton
- Tristaniopsis minutiflora J.W.Dawson
- Tristaniopsis musa-amanii Berhaman & Peter G.Wilson
- Tristaniopsis ninndoensis J.W.Dawson
- Tristaniopsis oblongifolia (Merr.) Peter G.Wilson & J.T.Waterh.
- Tristaniopsis obovata (Benn.) Peter G.Wilson & J.T.Waterh.
- Tristaniopsis oreophila (Diels) Peter G.Wilson & J.T.Waterh.
- Tristaniopsis parvifolia A.J.Scott
- Tristaniopsis pentandra (Merr.) Peter G.Wilson & J.T.Waterh.
- Tristaniopsis polyandra (Guillaumin) Peter G.Wilson & J.T.Waterh.
- Tristaniopsis pontianensis (M.R.Hend.) Peter G.Wilson & J.T.Waterh.
- Tristaniopsis razakiana (Kochummen) Peter G.Wilson & J.T.Waterh.
- Tristaniopsis reticulata J.W.Dawson
- Tristaniopsis rubiginosa Teo ex P.S.Ashton
- Tristaniopsis sam-mannanii Berhaman & Peter G.Wilson
- Tristaniopsis vieillardii Brongn. & Gris
- Tristaniopsis whiteana (Griff.) Peter G.Wilson & J.T.Waterh.
- Tristaniopsis yateensis J.W.Dawson